# Deng Adel
Deng Adel (nascido em 1 de fevereiro de 1997) é um sudanês-australiano jogador profissional de basquete que joga no Brooklyn Nets da National Basketball Association (NBA). Ele jogou basquete universitário no Louisville Cardinals.

## Vida pregressa
Adel nasceu em Juba, no que é hoje o Sudão do Sul. Quando jovem, ele, sua mãe e cinco irmãos fugiram do Sudão devastado pela guerra e se mudaram para Uganda para iniciar uma mudança para a Austrália.
Ele se estabeleceu em Melbourne em 2004 e morou nos subúrbios de Vitória. O basquete só entrou na vida de Adel quando seus amigos o apresentaram aos 14 anos de idade. A partir daí, ele começou a jogar pelo Sunshine Longhorns e, em 2012, ingressou no Waverley Falcons Big V. Ao crescer, Adel também jogou futebol e praticou Atletismo.
Adel cursou o ensino médio no Keilor Downs College e no Xavier College. Em agosto de 2013, ele se mudou para os Estados Unidos depois de receber uma rara bolsa de basquete de US $ 20.000 na Victory Rock Prep em Bradenton, Flórida.

## Carreira no ensino médio
Em seu terceiro ano no Victory Rock Prep em 2013–14, Adel obteve uma média de 22 pontos e oito rebotes por jogo, ajudando o Blue Devils a chegar a um recorde de 24–8.
Em novembro de 2014, Adel assinou uma Carta de Intenção para jogar basquete universitário na Universidade de Louisville. Adel considerou ofertas de Connecticut, Flórida, Mississippi e Virginia Tech antes de optar por assinar com Louisville.
Em seu último ano na Victory Rock Prep em 2014-15, Adel obteve uma média de 19,1 pontos, 8,2 rebotes e 4,0 assistências por jogo, ajudando os Blue Devils a chegar a um recorde de 27-9.

## Carreira na faculdade
Em maio de 2015, Adel se matriculou nas aulas e se mudou para a Universidade de Louisville para a primeira sessão da escola de verão.
Mais tarde, ele ingressou no Louisville Cardinals para a temporada de 2015-16. Ele foi titular nos dois primeiros jogos da temporada e teve médias de 4,5 pontos em 17 minutos, ajudando a equipe a vencer os dois jogos. No entanto, em 20 de novembro, um dia antes do terceiro jogo da equipe, Adel se machucou no treino e teve uma entorse no joelho esquerdo. Ele voltou aos treinos em 21 de dezembro e retornou aos jogos na noite seguinte contra UMKC.
Em 6 de fevereiro, ele teve o melhor jogo da temporada com 13 pontos, 7 rebotes, 4 assistências e 2 roubadas de bola em 34 minutos em uma vitória de 79-47 sobre Boston College.
Em seu terceiro ano, Adel liderou Louisville na pontuação com 15,0 pontos por jogo. Depois de completar seu terceiro ano em Louisville, Adel anunciou suas intenções de participar do Draft da NBA de 2018. Originalmente, ele entrou no draft sem contratar um agente, mas depois de algumas semanas, contratou um agente por sua própria conta, eliminando assim qualquer chance de ele voltar a Louisville para o seu último ano.

## Carreira profissional

### Raptors 905 (2018-2019)
Depois de não ser selecionado no Draft da NBA de 2018, Adel assinou contrato com o Houston Rockets para a Summer League.
Em 14 de setembro de 2018, Adel assinou para treinar com o Toronto Raptors. Depois de jogar em dois jogos na pré-temporada, Adel foi dispensado em 12 de outubro.
Depois de ser dispensado por Toronto, Adel passou a temporada de 2018-19 jogando pelo Raptors 905 da G-League. Até meados de dezembro, ele teve uma média de 12,0 pontos e 5,4 rebotes em 31,3 minutos por jogo.

### Cleveland Cavaliers / Canton Charge (2019)
Em 15 de janeiro de 2019, Adel assinou com o Cleveland Cavaliers em um contrato de mão dupla.
Adel fez sua estreia na NBA em 19 de janeiro de 2019 contra o Denver Nuggets, marcando três pontos e pegando dois rebotes em cinco minutos de jogo em uma derrota por 124-102.

### Brooklyn Nets (2019 – Presente)
Em 30 de julho de 2019, Adel assinou com o Brooklyn Nets.

## Carreira na seleção
Adel era elegível para representar as seleções da Austrália e do Sudão do Sul em competições internacionais, mas deixou claro suas intenções de representar a Austrália em 2015. Em 24 de maio de 2019, ele foi chamado para a Seleção Australiana que vai disputar a Copa do Mundo FIBA de 2019.

## Estatísticas

### NBA

#### Temporada regular
| Ano      | Time      | PJ | MPJ  | AP   | 3P   | LL    | RT  | AS | BR | TO | PPJ |
| -------- | --------- | -- | ---- | ---- | ---- | ----- | --- | -- | -- | -- | --- |
| 2018–19  | Cleveland | 19 | 10.3 | .306 | .261 | 1.000 | 1.0 | .3 | .1 | .2 | 1.7 |
| Carreira | Carreira  | 19 | 10.3 | .306 | .261 | 1.000 | 1.0 | .3 | .1 | .2 | 1.7 |

### Universitário
| Ano      | Time       | PJ | MPJ  | AP   | 3P   | LL   | RT  | AS  | BR | TO | PPJ  |
| -------- | ---------- | -- | ---- | ---- | ---- | ---- | --- | --- | -- | -- | ---- |
| 2015–16  | Louisville | 22 | 12.1 | .456 | .350 | .741 | 2.1 | .6  | .3 | .0 | 4.0  |
| 2016–17  | Louisville | 33 | 30.1 | .422 | .346 | .771 | 4.5 | 2.1 | .6 | .4 | 12.1 |
| 2017–18  | Louisville | 34 | 33.1 | .447 | .350 | .786 | 5.2 | 2.8 | .6 | .3 | 14.9 |
| Carreira | Carreira   | 89 | 26.8 | .437 | .348 | .776 | 4.1 | 2.0 | .5 | .3 | 11.2 |